# Джалалар, Мухаммед Хан
Мухаммед Хан Джалалар 
(родился в 1935 в городе Андхое) — государственный деятель Афганистана.

## Семья
По этнической принадлежности — узбек. Его отец в 1930-х годах выехал в Афганистан из Ферганы, был крупным оптовым торговцем, владельцем крупных магазинов, в начале 1970-х представлял в Афганистане швейцарскую часовую фирму «Бюлер».
Владеет узбекским, пуштунским, русским и английским языками.

## Образование
Окончил Кабульскую коммерческую школу и экономический факультет Кабульского университета (1958).

## Чиновник
В 1958—1971 занимал различные посты в министерстве планирования, в том числе был начальником отдела торговли и стандартизации, начальником финансово-планового, финансового и контрольного управлений. В сентябре 1971 — декабре 1972 — заместитель министра финансов.

## Министр
12 декабря 1972 назначен министром финансов в правительстве Мухаммеда Мусы Шафика. Занимал этот пост до июля 1973, когда правительство было свергнуто в результате государственного переворота Мухаммеда Дауда.
С 12 января 1974 по апрель 1978 — министр торговли в правительстве Дауда. В 1977—1978, одновременно, занимал пост и министра планирования. Уже в это время симпатизировал Народно-демократической партии Афганистана (НДПА) и СССР. Однако после прихода к власти НДПА в результате государственного переворота 1978 (так называемой Саурской — Апрельской — революции) некоторое время находился в отставке как бывший министр королевского и даудовского правительств. Но уже в 1979 стал советником премьер-министра, а затем директором государственно-импортного предприятия «Хальк» (при режиме Хафизуллы Амина).
После ввода советских войск в Афганистан был назначен министром торговли в правительстве Бабрака Кармаля (с 11 января 1980), один из трёх беспартийных министров в этом составе афганского правительства. Занимал пост министра торговли в правительствах Султана Али Кештманда (1981—1988) и Мухаммеда Хасана Шарка (1988—1989). Был членом Революционного совета, заместителем председателя Экономического консультативного совета.

## Эмигрант
Затем выехал с семьёй в США (двое его сыновей уже в 1980-х годах проживали в Нью-Йорке).